# Solen rostriformis
Solen rostriformis är en musselart som beskrevs av Dunker 1862. Solen rostriformis ingår i släktet Solen och familjen Solenidae. Inga underarter finns listade i Catalogue of Life.